# Xerins
Els xerins (Xerinae) són una subfamília de rosegadors esciüromorfs de la família dels esciúrids.

## Taxonomia
Xerini

Atlantoxerus
Spermophilopsis
Xerus
Protoxerini

Epixerus
Funisciurus
Heliosciurus
Myosciurus
Paraxerus
Protoxerus
Marmotini

Ammospermophilus
Callospermophilus
Cynomys
Eutamias
Ictidomys
Marmota
Neotamias
Notocitellus
Otospermophilus
Poliocitellus
Sciurotamias
Spermophilus
Tamias
Urocitellus
Xerospermophilus